# Cathédrale Saint-Colman de Cobh
Cette  cathédrale n’est pas la seule cathédrale Saint-Colman.
La cathédrale Saint-Colman  de Cobh est une cathédrale catholique romaine irlandaise. Elle est le siège du diocèse de Cloyne.

## Description
La cathédrale Saint-Colman est un grand édifice néo-gothique très élaboré. Elle surplombe le port de Cork et est visible d’une longue distance. Les populations locales sont généralement très fiers d’elle[réf. nécessaire] et les touristes grimpent souvent la colline pour l’admirer et la photographier.
L’historien Emmet Larkin l’a décrite comme « le plus ambitieux projet de construction entrepris par l’Église dans l’Irlande du XIXe siècle », et Frederick O'Dwyer constate qu’il était « certainement le bâtiment le plus coûteux irlandais ecclésiastique de l’époque victorienne ».
La cathédrale de Cobh possède sans doute la position la plus intéressante de toutes les cathédrales irlandaises. En raison de son superbe emplacement sur une colline, elle domine le quai d'une manière imposante, se dressant fièrement au-dessus des bâtiments voisins. La réalisation extérieure est complexe, élégante et bien proportionnée, d’un raffinement typiquement français. Sa façade sud donne sur la mer, et vue de la ville, elle s’hérisse avec ses arcs-boutants, gargouilles et pinacles, donnant l'impression d’un grand bucentaure naviguant sur l’horizon.

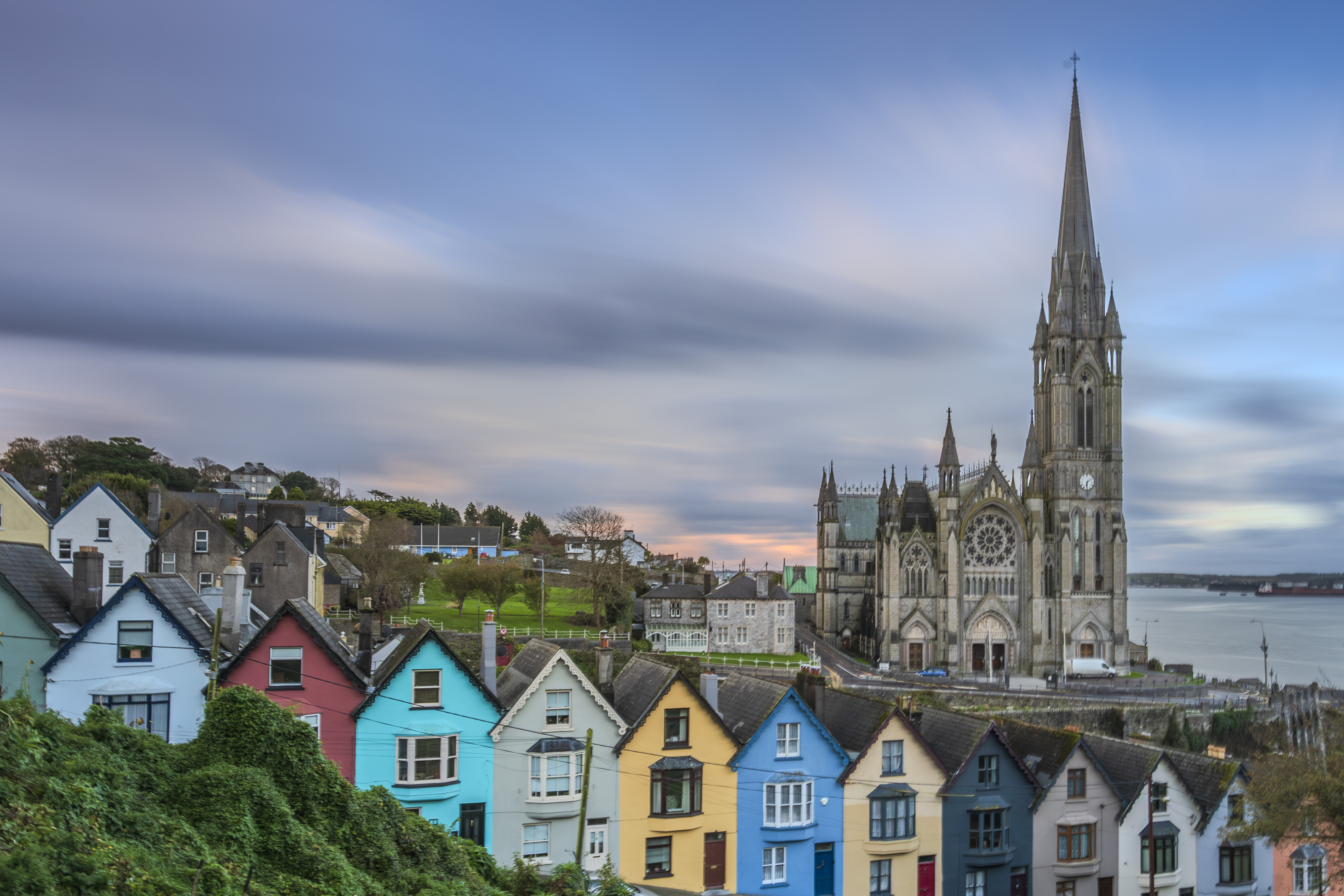
Vue générale.
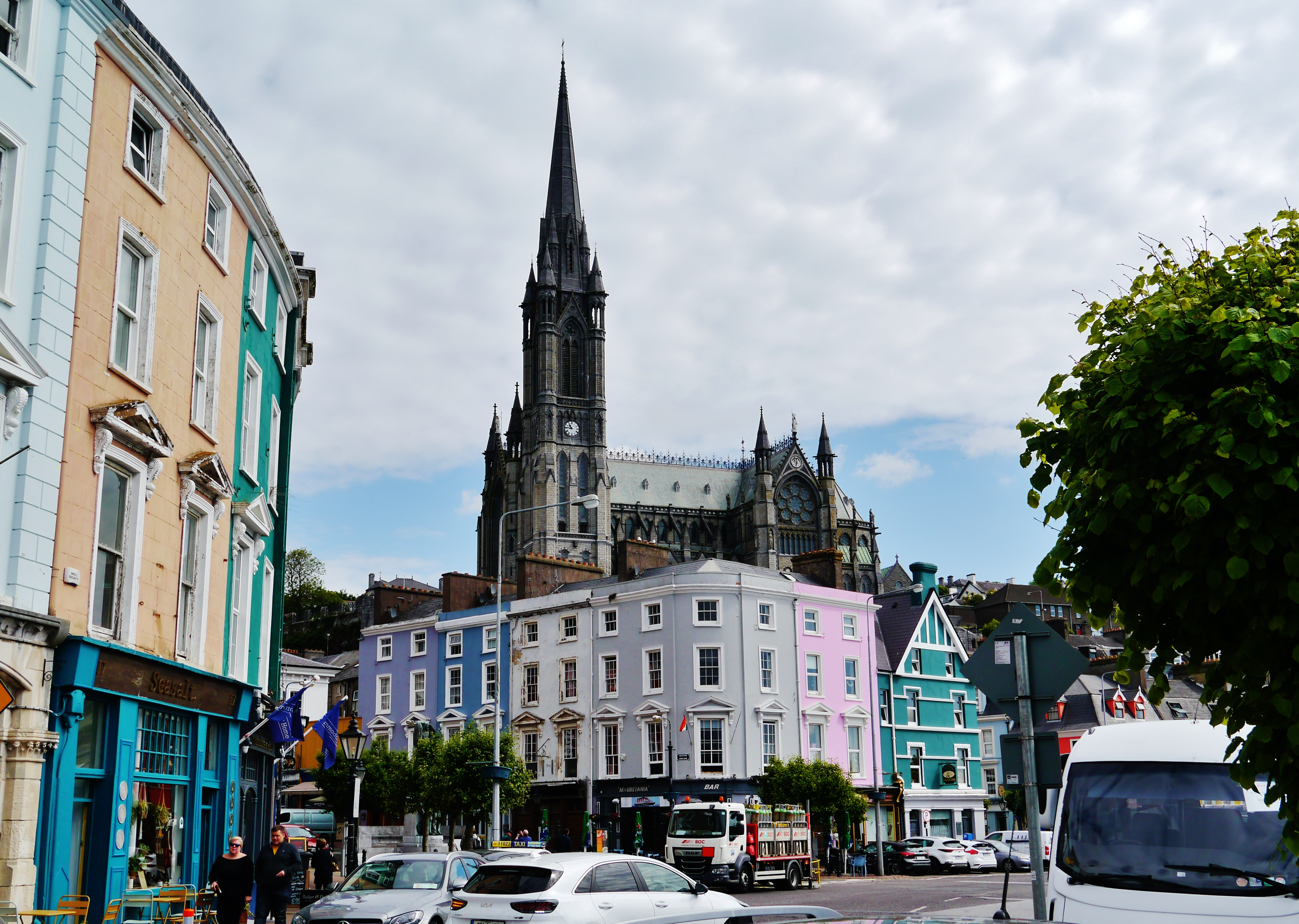
La cathédrale depuis le centre-ville.
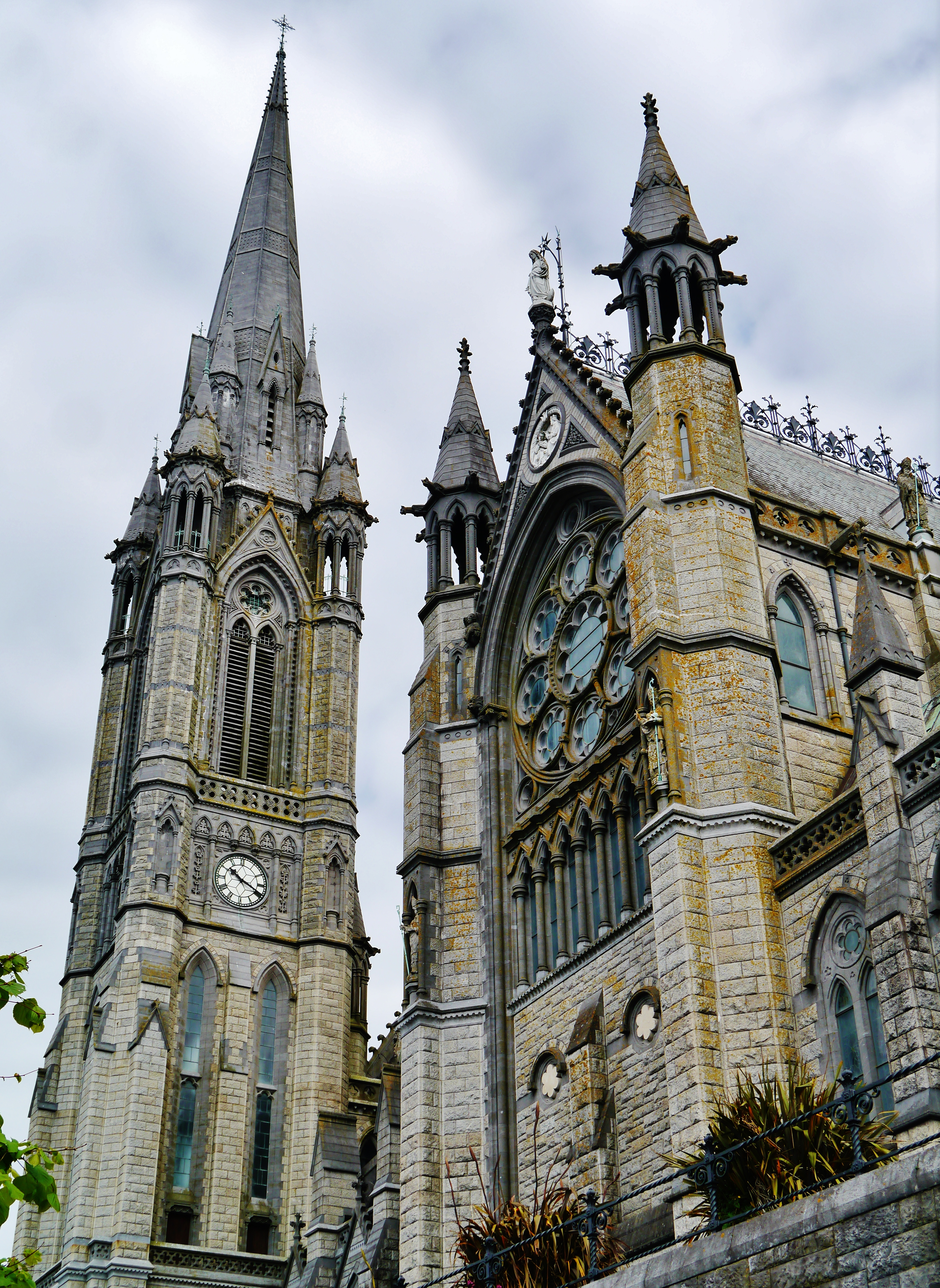
Le clocher avec sa flèche et le transept.

## Historique
La cathédrale fut commencée en 1868 et achevée en 1915, soit 47 ans après. La première pierre en fut posée le 30 septembre 1868 par l'évêque William Keane. Le toit a été achevé en 1879 et cette même année la première messe a été célébrée le 15 juin par Mgr John McCarthy. La construction de la flèche — dernier élément extérieur construit — s’est achevée en mars 1915.
Trois évêques ont été impliquées dans la construction de la cathédrale : Mgr William Keane, l’évêque John McCarthy et Mgr Robert Browne. Ses architectes sont Edward Welby Pugin et George Ashlin. Le maître d’œuvre a été Charles Guilfoyle Doran (en).

### Cobh
En 1868, quand la cathédrale fut commencée, Cobh (alors appelée Queenstown) était une ville relativement prospère ; elle était l’un des principaux points d’émigration d’Irlande. Plus de cinq millions de personnes ont émigré de l’Irlande au XIXe siècle — principalement vers les États-Unis, l’Australie et le Canada — et une grande proportion d’entre eux l’ont fait de Queenstown. L’église catholique d’alors, construite en 1808, a commencé à sembler insuffisante. Une réunion des paroissiens de Queenstown a donc pris en janvier 1858 la résolution suivante :

« Considering the very insufficient and in several respects unsatisfactory accommodation which our present parish church is capable of affording; and considering also the rising importance and increasing respectability of this town, it is incumbent on us as Catholics who revere our religion and are anxious to see it respected to provide a more suitable Church for the celebration of the Divine Worship. »

« Vue l’inadaptation et l’hébergement insatisfaisant à plusieurs égards que notre église paroissiale actuelle est capable de donner ; et compte tenu également de l’importance croissante et la respectabilité grandissante de cette ville, il nous incombe en tant que catholiques qui vénèront notre religion et avons hâte de la voir respectée de fournir une église plus approprié pour la célébration du Culte Divin. »

Le comité de la cathédrale, composée de citoyens respectables locaux, a pris la décision officielle de la construction de la cathédrale. L’évêque présidait habituellement les réunions, le clergé de la paroisse la fréquentait, et l’administrateur d’alors a agi comme secrétaire.

### Concours d’architecture

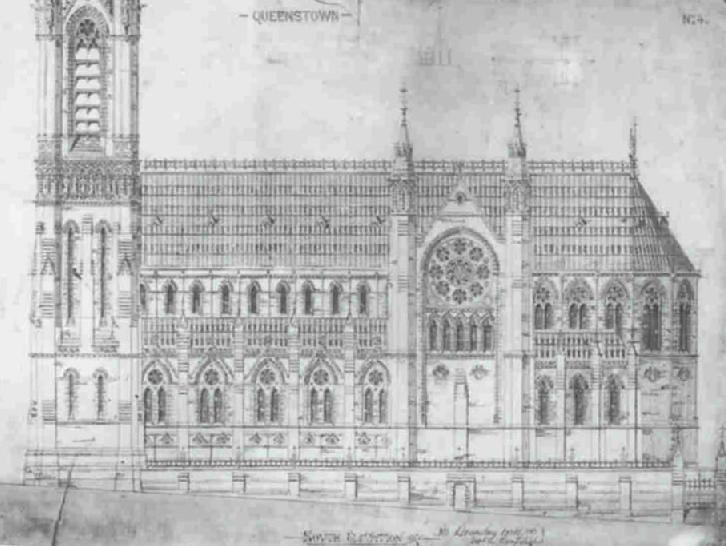
Élévation de la façade sud, de E.W. Pugin, 1869

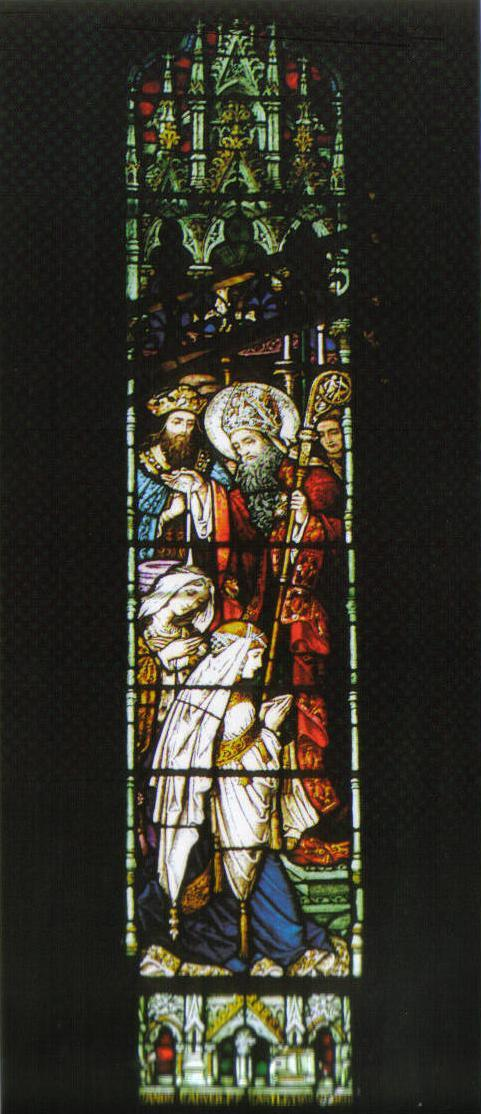
Vitrail du baptistère, de Mayer & Co.

Le comité a décidé en janvier 1867 d’organiser un concours d’architecture, et George Goldie (1828–1887), James Joseph McCarthy (en) (1817–1882), et le duo d’architectes Edward Welby Pugin (1834–1875) et George Coppinger Ashlin (1837–1921) ont été invités à soumettre des plans.
Cette compétition a eu lieu en 1859, et le projet de EW Pugin a été validé par la commission. George Goldie (architecte de la cathédrale de Sligo) et James Joseph McCarthy (en) (qui a conçu la cathédrale catholique d’Armagh, la cathédrale de Derry, celles de Monaghan et de Thurles), invités à soumettre leur conception, ont tous les deux gâché leurs chances en suggérant des modifications aux règlements de la compétition.
Edward Welby Pugin, fils aîné du célèbre architecte néo-gothique Augustus Pugin (1812–1852), avait pris la suite de son père à sa mort, mais avait trouvé le travail en Irlande difficile à organiser depuis son implantation en Angleterre. En 1859, il a donc décidé de prendre comme partenaire son jeune élève irlandais George Ashlin, pour s’occuper de la branche irlandaise de l’entreprise. Le partenariat a duré de 1859 jusqu’en août 1868, s’arrêtant « lorsque l’entreprise avait fait sa part du travail à hauteur de leurs négociations concernant la cathédrale Saint-Colman ».
Après la scission, Ashlin prit les commissions inachevées. EW Pugin est mort subitement en juin 1875, âgé seulement de 42 ans ; Ashlin, cependant, a pu superviser l’achèvement de la construction.
En 1864, il a été décidé que le bâtiment proposé ferait fonction non seulement d’église paroissiale mais aussi de cathédrale du diocèse de Cloyne. La cathédrale originelle du diocèse, du XIIIe siècle, située dans la petite ville de Cork à l'est de Cloyne, appartenait à l’Église d’Irlande. Queenstown, plus grande ville du diocèse, semblait un meilleur emplacement pour la cathédrale catholique. Le bâtiment serait dédié au fondateur du diocèse, saint Colman (522 – 600).

### Coûts de la construction
L’ancienne église a été démolie, et la construction du nouveau bâtiment a débuté en février 1868. Le travail préparatoire a été difficile et coûteux ; l'élargissement de la chaussée du côté de la mer a nécessité la construction d’un haut, long et épais mur de soutènement, et parce que les fondations ont été creusés en pente raide de la falaise, « il était nécessaire dans certaines parties de couler 7,3 m (24 pieds) sous le niveau du futur sol de l’église, alors que dans d’autres parties le sol s’est retrouvé à seulement 4 pieds ». La première pelletée de terre des fondations a été rejetée le 25 avril 1868 et la première pierre fut posée le 15 juillet de la même année. Les fondations ont été achevées vers juin 1869.

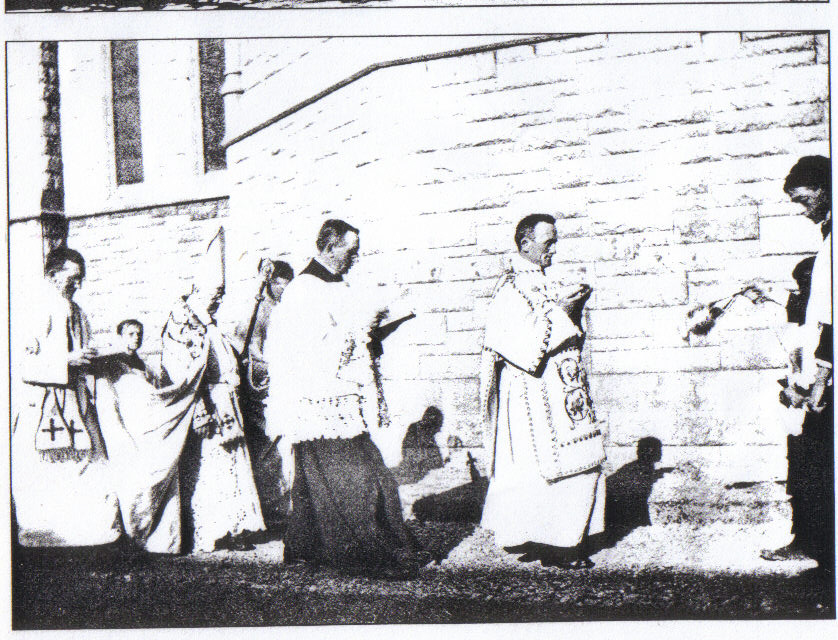
Mgr Robert Browne consacrant la cathédrale, 1919

Le coût estimé initial était de 33 000 £, mais quand les murs avaient atteint environ 3,5 m (12 pieds), Mgr Keane est parti sur un plan plus élaboré à un coût substantiellement supérieur. Le coût final du bâtiment s’est élevé à 235 000 £. Les successeurs de Mgr Keane († 1874), l’évêque John McCarthy (1874–1893) et l’évêque Robert Browne (1894–1935), ont poursuivi fidèlement les plans ainsi révisés, et l’édifice a été suffisamment avancé pour que l’évêque McCarthy y célèbre la messe pour la première fois le 15 juin 1879. Aucun travail n’a été effectué dans les années 1883 à 1889, en raison du manque de fonds.

### Dernière phase
La dernière phase des travaux de construction a commencé en 1911, avec la construction de la flèche octogonale en calcaire. Trois ans plus tard, le 24 septembre 1914, une grande croix de bronze de 3,3 m (10,8 pieds), bénie par Mgr Browne , est posée au sommet de la flèche de 90 m (295 pieds), achevant la cathédrale. Le dernier échafaudage autour de la tour est supprimé en mars 1915, et les cloches installé en mai 1916.
Le 12 août 1919, plus d’un demi-siècle après la pose de la première pierre, la cathédrale achevée fut solennellement consacrée.

## Architecture

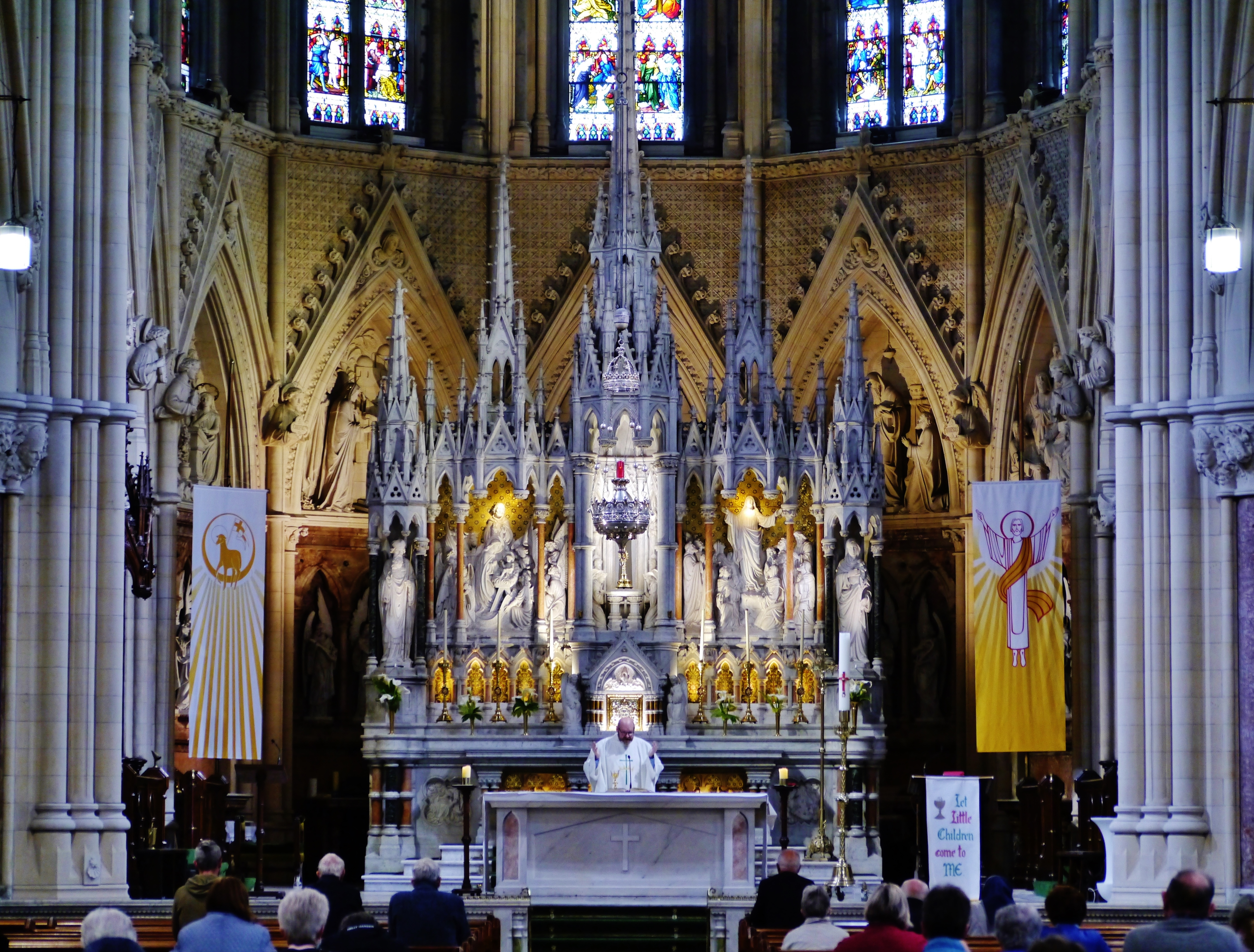
Arche du chancel.

La cathédrale de Cobh est en style néogothique français précoce et est l’un des plus beaux exemples de l’architecture néogothique dans l’Irlande du XIXe siècle. Le plan est en croix latine.

### Description et matériaux

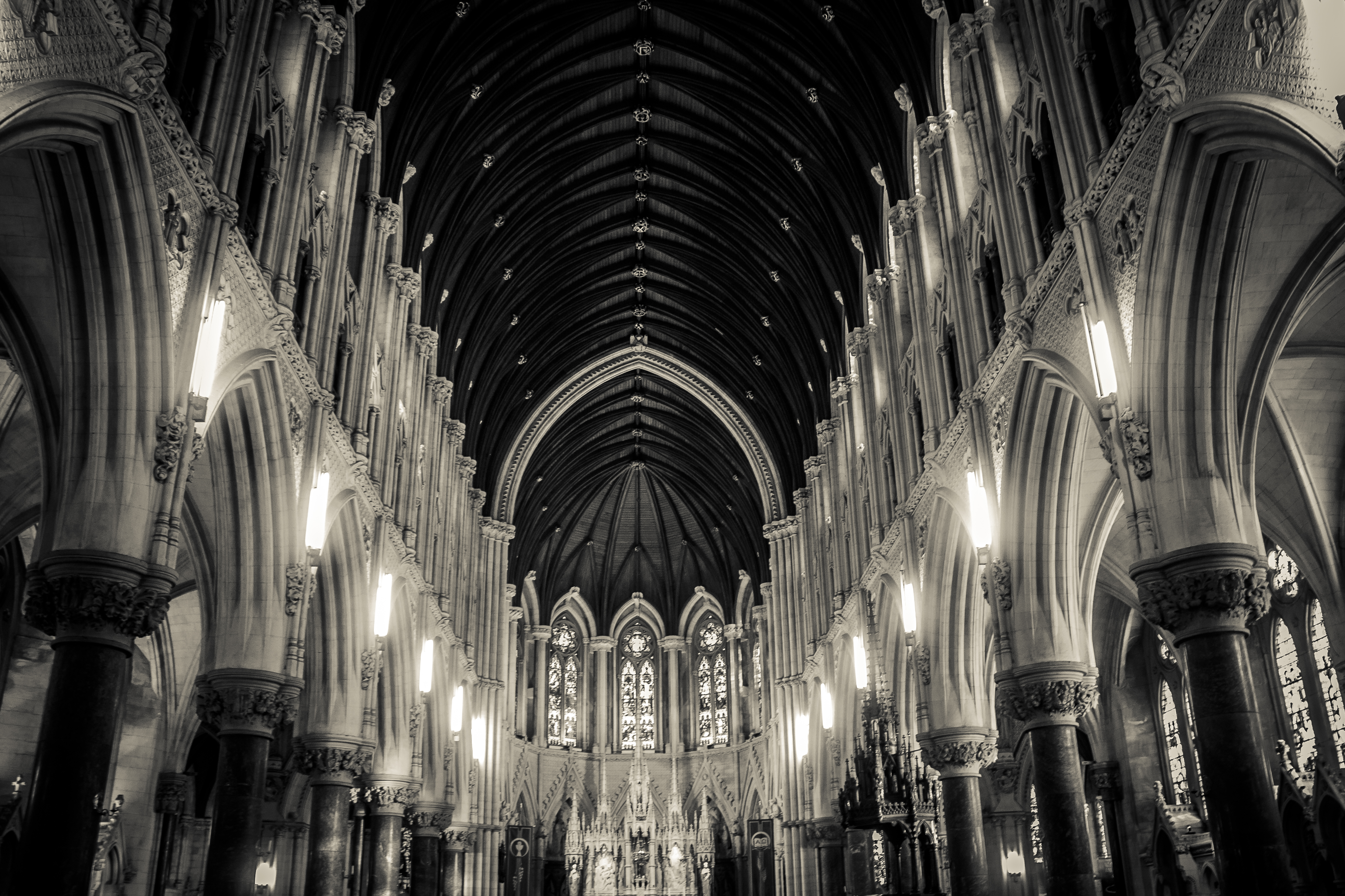
Plafond de la nef.

Elle se compose d’une nef à sept travées avec triforium et fenêtres hautes, des transepts avec des chapelles de l’Est, un chœur, une abside, et une tour et la flèche à l'angle sud-ouest de la nef. La cathédrale mesure 64 m de long pour 36,5 m de large au niveau du transept. De grandes rosaces intégrées dans les pignons pointus et flanquées de tourelles octogonales ornent la façade ouest et le transept. Le matériau de construction de base est le granit bleu Dalkey avec un habillage de pierre de taille calcaire de Mallow. Un granit de Newry est utilisé pour la tour, en complément de granit rouge d’Aberdeen dans les piliers de la façade occidentale et les piles à l’entrée de la nef. Le toit est en ardoise bleue de provenance belge.
Des pierres de Bath et Portland sont utilisées pour tapisser les murs intérieurs. Du marbre rouge de Midleton est utilisée dans les sanctuaires et dans les premiers confessionnaux de chaque bas-côté ; les autres sont de granit rouge d’Aberdeen.
La nef est séparée des bas-côtés par des piliers de marbre rouge de Fermoy reposant sur des socles de marbre blanc d’Italie et des plinthes de calcaire de Liscarroll. Les piles sont richement sculptés de feuillages et de têtes humaines et soutiennent les colonnes élancées du triforium, en granit rouge d’Aberdeen ; celles-ci soutiennent à leur tour la base des arcs des fenêtres à claire-voie et la charpente voûtée en pin californien. Le chemin de croix sont en pierre de Caen. Le colonnes à la fin de l’aile nord sont de marbre noir de Kilkenny.

### Baptistère et chapelle mortuaire

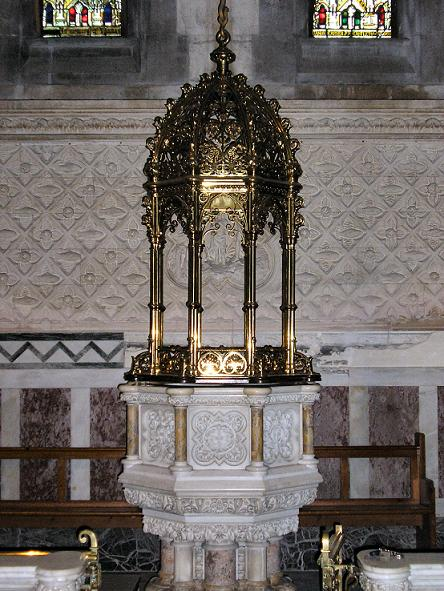
Fonts baptismaux de la cathédrale de Cobh, conçus par E.W. Pugin.

Le baptistère, à l'entrée côté nord est encadré d’une rangée de marbre blanc d'Italie. La cuve baptismale octogonale est en marbre blanc, et la coupole qui la couvre en airain poli. Les vitraux représentent le baptême du Christ dans le Jourdain par saint Jean, et le baptême des filles du roi d’Irlande par saint Patrick. La chapelle mortuaire dans la base de la tour possède un autel de marbre noir de Kilkenny et des représentations des instruments de la Passion. Le vitrail est par Early & Powell de Dublin.

### Chancel et chapelles
La voute du chancel, très élevée, est soutenue par des colonnes en faisceau ; le sol du chancel est pavé de mosaïques et les piles du sanctuaire sont en marbre vert du Connemara. Le marbre blanc d’Italie est également utilisé dans la balustrade qui entoure l’autel, qui repose sur des colonnettes de marbre rouge, et pour la table eucharistique. Le jubé, la cathèdre, les stalles et la chaire sont en bois de chêne autrichien.
Le chœur est encadré de deux chapelles jumelles au nord et au sud. Immédiatement au nord du maître-autel, on trouve la chapelle de la Vierge avec un autel par Early & Powell et un sol en mosaïque. Au-delà de la chapelle de la Vierge se trouve la chapelle du bienheureux Thaddée, en honneur de Thaddeus MacCarthy, évêque de Cork et de Cloyne (entre 1490 et 1492), béatifié par le pape Léon XIII en 1895.
Au sud du maître-autel, on trouve la chapelle du Sacré-Cœur. L’autel est en marbre de Sicile, l’antependium en marbre de Carrare, avec un fond de marbre rouge. La mosaïque du sol, symbolise la puissance du Sacré-Cœur, avec l’inscription latine cerclée Super Apsidem et Basiliscum ambulabis et conculabis Leonem et Draconem.
Adjacent la chapelle du Sacré-Cœur, on trouve la chapelle de la Piété, dédiée à l’évêque William Keane et utilisée comme une chapelle de requiem. L’autel est en marbre de Sicile et l’antependium en marbre de Carrare. Les colonnes sont en marbre noir de Kilkenny. Le thème est décrit par le vitrail au-dessus de l’autel, qui représente la résurrection de Lazare, et par les vitraux latéraux, qui montrent les Mystères de la douleur.

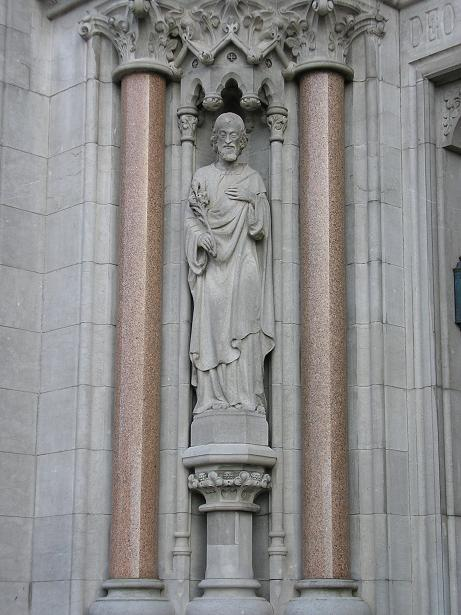
St Joseph, porte ouest.
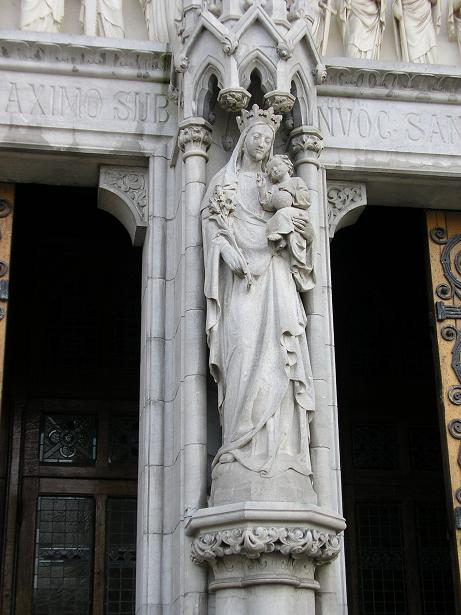
Le trumeau du portail ouest
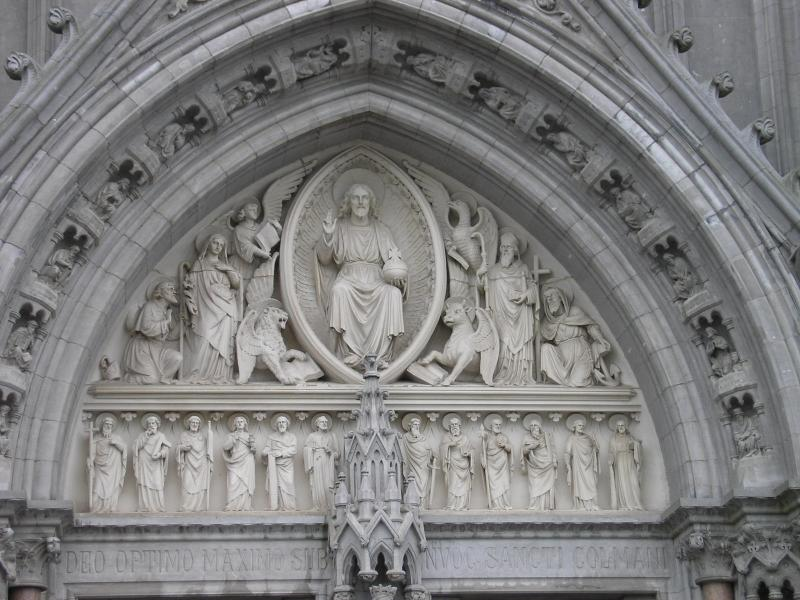
Christ sur le trône : tympan du portail ouest
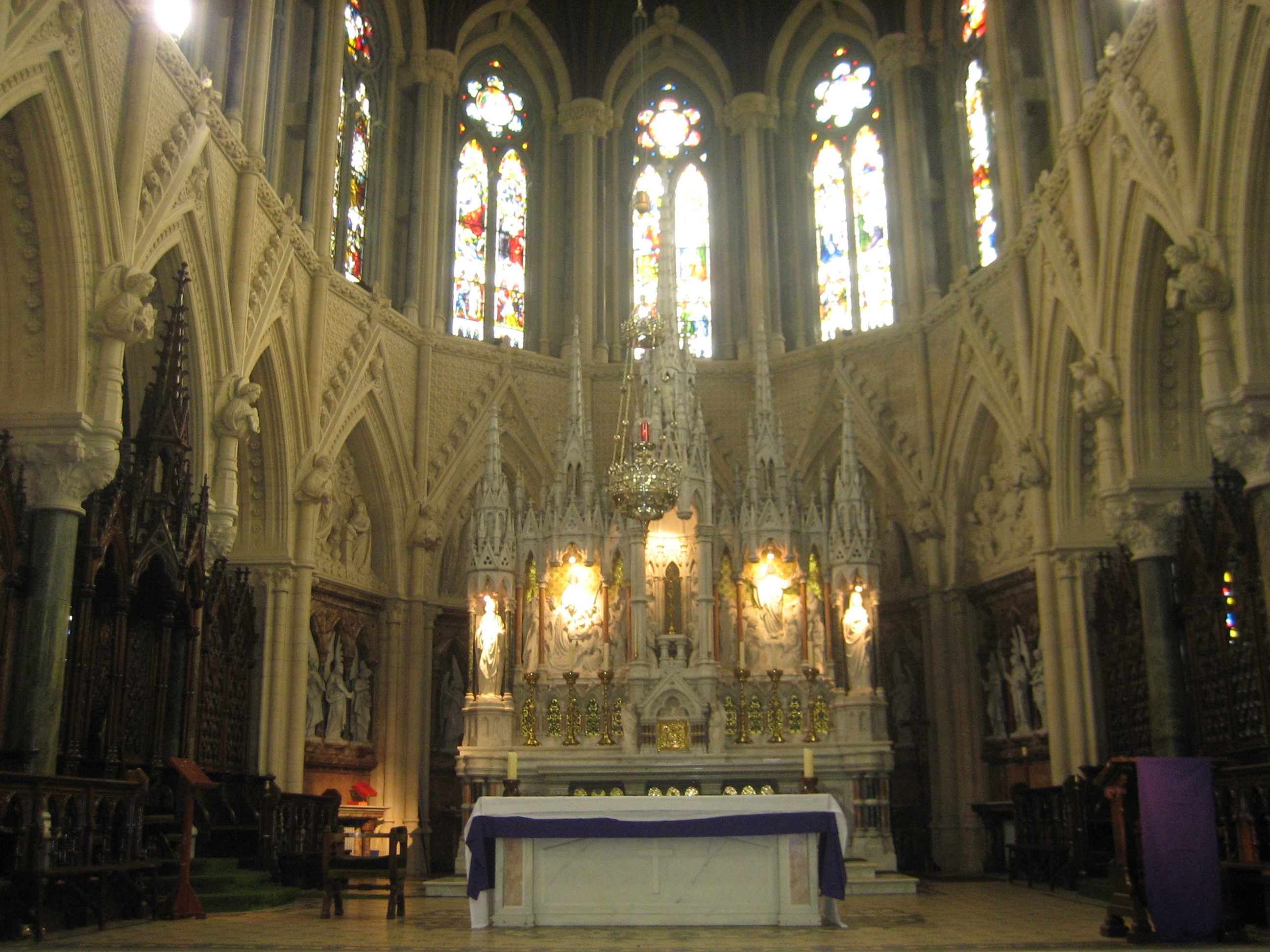
Chœur de la cathédrale

### Artisans
Les mosaïques de la cathédrale de Cobh ont été réalisées par la firme de Ludwig Oppenheimer à Manchester. La chaire, le jubé et la cathèdre sont de Beakey, de Dublin.
Une grande partie des vitraux sont de Franz Mayer & Co., de Munich,. Les autres vitraux sont de Hardman & Co., de Birmingham, Early & Powell, Dublin and Cox et Buckley of Youghal, Co. Cork.
Le maître-autel et l’autel de Notre-Dame sont réalisés par Early & Powell. L’autel mémorial, l’autel mortuaire, et celui du Sacré-Cœur sont de J. O'Connell, de Cork.
Les constructeurs impliqués incluent McMullen, de Cork, J. Sisk, de Cork, Coffey de Midleton et J. Maguire, de Cork.

## Source
- (en) Cet article est partiellement ou en totalité issu de l’article de Wikipédia en anglais intitulé « Cobh Cathedral » (voir la liste des auteurs).